# Diocèse de Girardot
Ne doit pas être confondu avec Diocèse de Girardota.
Le diocèse de Girardot (en latin : Dioecesis Girardotensis ; en espagnol : Diócesis de Girardot) est un diocèse de l'Église catholique en Colombie, suffragant de l'archidiocèse de Bogota.

## Territoire

Il comprend également 33 municipalités du département de Cundinamarca : Agua de Dios, Anapoima, Anolaima, Apulo, Arbeláez, Beltrán, Bituima, Cabrera, Cachipay, El Colegio, Fusagasugá, Girardot, Granada, Guataquí, Jerusalén, La Mesa, Nariño, Nilo, Pandi, Pasca, Pulí, Quipile, Ricaurte, San Antonio del Tequendama, San Bernardo, San Juan de Rioseco, Silvania, Tena, Tibacuy, Tocaima, Venecia, Vianí et Viotá.
Il possède un territoire d'une superficie de 4 800 km2 divisé en 69 paroisses. Le siège épiscopal est dans la ville de Girardot où se trouve la cathédrale du Cœur-Immaculé-de-Marie. 
Le sanctuaire Notre-Dame-du-Canoë de Beltrán est un lieu de pèlerinage depuis que la Vierge serait apparue à des esclaves sur le fleuve Magdalena.

## Historique
Le diocèse est érigé le 29 mai 1956 par la constitution apostolique Quandocumque amplo du pape Pie XII en prenant sur une partie du territoire de l'archidiocèse de Bogota dont Girardot devient suffragant.

## Évêques
- Alfredo Rubio Díaz (29 mai 1956 - 12 février 1961), nommé évêque de Sonsón
- Ciro Gómez Serrano (8 avril 1961 - 24 juillet 1972), nommé coadjuteur de Socorro et San Gil
- Jesús María Coronado Caro, S.D.B (10 février 1973 - 30 juillet 1981), nommé évêque de Duitama
- Rodrigo Escobar Aristizábal (21 mai 1982 - 17 septembre 1987)
- Jorge Ardila Serrano (21 mai 1988 - 15 juin 2001)
- Héctor Julio López Hurtado, S.D.B (15 juin 2001 - 11 juillet 2018)
- Jaime Muñoz Pedroza, depuis le 11 juillet 2018